# Pakistan ai XXIII Giochi olimpici invernali
Il Pakistan ha partecipato ai XXIII Giochi olimpici invernali, che si sono svolti dal 9 al 28 febbraio 2018 a PyeongChang, in Corea del Sud, con una delegazione composta da due atleti: lo sciatore alpino Muhammad Karim (che è stato anche il portabandiera) e il fondista Syed Human.